# Afgang 15:43
Afgang 15:43 er en dansk eksperimentalfilm fra 1971 instrueret af Dorte Ulstrup efter manuskript af Christa Pedersen og Lars Gerner.

## Handling
Filmen forsøger at beskrive kommunikationen eller mangel på samme i en jernbaneventesal og i en kupe. Hvad sker der, hvis de samme mennesker fra ventesalen kommer i den samme kupe i toget?